# Giorgio Nardone
Giorgio Nardone (Arezzo, 23 de setembre de 1958) és un psicòleg i psicoterapeuta italià.

## Biografia
És el director de l'Escola de Postgrau de Psicoteràpia Breu Estratègica, que es troba en Arezzo, Itàlia, i de l'Escola de Direcció de Capacitació en Comunicació i resolució de problemes estratègics, que es troba a Arezzo i també a Milà, Itàlia. Ell és el cofundador, juntament amb Paul Watzlawick, del Centre di Teràpia Strategica, on realitza treballs com a psicoterapeuta, professor i investigador.
És coordinador de NETWORK Europa de Teràpia Breu Estratègica. És autor i coautor de prop de 27 publicacions, incloent-hi molts dels seus llibres que s'han traduït de l'italià a l'anglès, espanyol, francès, rus i japonès. Els llibres en castellà de Nardone han estat publicats per l'editorial Herder, amb un total d'onze llibres publicats.

## Obres
- Nardone, G., Watzlawick, P. (1990). L'arte del cambiamento. Firenze: Ponte alle Grazie. ISBN 978-88-7928-465-3
- Nardone, G. (1991). Suggestione + Ristrutturazione = Cambiamento. L'approccio strategico e costruttivista alla terapia breve. Milano: Giuffrè.
- Nardone, G. (1993). Paura, Panico, Fobie. Firenze: Ponte alle Grazie. ISBN 978-88-7928-466-0
- Nardone, G. (1994). Manuale di Sopravvivenza per psico-pazienti. Ovvero come evitare le trappole della psichiatria e della psicoterapia. Firenze: Ponte alle Grazie.
- Nardone, G., Fiorenza, A. (1995). L'intervento strategico nei contesti educativi. Comunicazione e problem-solving per i problemi scolastici. Milano: Giuffrè.
- Nardone, G., Watzlawick, P. (a cura di) (1997). Terapia breve strategica. Milano: Raffaello Cortina, ISBN 978-88-7078-471-8
- Nardone, G. (1998). Psicosoluzioni. Milano: Rizzoli.
- Nardone, G., Verbitz, T., Milanese, R. (1999). 'Le prigioni del cibo - Vomiting Anoressia Bulimia: la terapia in tempi brevi. Milano: Ponte alle Grazie.
- Nardone, G. (2000). Oltre i limiti della paura. Milano: Rizzoli.
- Nardone, G., Milanese, R., Mariotti, R., Fiorenza, A. (2000). La terapia dell'azienda malata. Milano: Ponte alle Grazie.
- Nardone, G., Giannotti, E., Rocchi, R. (2001). Modelli di famiglia. Milano: Ponte alle Grazie.
- Loriedo, C., Nardone, G., Watzlawick, P., Zeig, J.K. (2002). Strategie e stratagemmi della Psicoterapia. Milano: Franco Angeli.
- Rampin, M., Nardone, G. (2002). Terapie apparentemente magiche. Milano: Mc Graw-Hill.
- Nardone, G., Cagnoni, C. (2002). Perversioni in rete - le psicopatologie da internet e il loro trattamento. Milano: Ponte alle Grazie.
- Nardone, G. (2003). Non c'è notte che non veda il giorno. Milano: Ponte alle Grazie.
- Nardone, G. (2003). Al di là dell'amore e dell'odio per il cibo. Milano: Rizzoli.
- Nardone, G. (2003). Cavalcare la propria tigre. Firenze: Ponte alle Grazie. ISBN 978-88-7928-639-8
- Nardone, G., Salvini, A. (2004). Il dialogo strategico. Milano: Ponte alle Grazie.
- Nardone, G., Rampin, M. (2005). La mente contro la natura. Milano: Ponte alle Grazie. ISBN 978-88-7928-748-7
- Nardone, G. (2005). Correggimi se sbaglio. Milano: Ponte alle Grazie.
- Nardone, G., Loriedo, C., Zeig, J., Watzlawick, P. (2006). Ipnosi e terapie ipnotiche. Milano: Ponte alle Grazie.
- Nardone, G. (2007). La dieta paradossale. Milano: Ponte alle Grazie.
- Nardone, G. (2007). Cambiare occhi toccare il cuore. Milano: Ponte alle Grazie.
- Nardone, G., Ray, W. (a cura di, 2007). Guardarsi dentro rende ciechi. Milano: Ponte alle Grazie.
- Nardone, G. (2007). Cambiare occhi toccare il cuore. Milano: Ponte alle Grazie.
- Nardone, G., Stefanile, C., Sirigatti, S. (2008). Le scoperte e le invenzione della psicologia. Milano: Ponte alle Grazie.
- Nardone, G., Balbi, E. (2008). Solcare il mare all'insaputa del cielo. Firenze: Ponte alle Grazie. ISBN 978-88-7928-998-6
- Nardone, G. (2009). Problem solving strategico da tasca. Milano: Ponte alle Grazie. ISBN 978-88-6220-080-6
- Nardone, G. (2010). Gli errori delle donne in amore. Milano: Ponte alle Grazie.
- Nardone, G., De Santis, G. (2011). Cogito ergo soffro. Milano: Ponte alle Grazie.
- Nardone, G., Selekman, M.D. (2011). Uscire dalla trappola. Milano: Ponte alle Grazie.
- Nardone, G., Montano, A., Sirovich, G. (2012). Risorgere e vincere. Milano: Ponte alle Grazie.
- Nardone, G. e l'équipe del Centro di Terapia Strategica. (2012). Aiutare i genitori ad aiutare i figli. Milano: Ponte alle Grazie.
- Nardone, G., Salvini, A., (2013). Dizionario Internazionale di Psicoterapia. Milano: Garzanti.
- Nardone, G. (2013). Psicotrappole. Milano: Ponte alle Grazie.
- Nardone, G., Portelli, C. (2013) Ossessioni, compulsioni, manie. Milano: Ponte alle Grazie.
- Nardone, G. (2014). La paura delle decisioni. Milano: Ponte alle Grazie.
- Nardone, G., Valteroni, E. (a cura di, 2014). Dieta o non dieta. Milano: Ponte alle Grazie.
- Nardone, G. (2014). L'arte di mentire a se stessi e agli altri. Milano: Ponte alle Grazie.
- Nardone, G., Speciani, L. (2015). Mangia, muoviti, ama. Milano: Ponte alle Grazie.
- Nardone, G., D'Andrea, S. (2015). Il colloquio strategico in azienda. Milano: Ponte alle Grazie
- Nardone, G. (2015). La nobile arte della persuasione. Milano: Ponte alle Grazie.